# Alice Beck Kehoe
Alice Beck Kehoe (* 18. September 1934 in New York City) ist eine US-amerikanische Anthropologin. Ihr besonderes Interesse gilt den indigenen Völkern Amerikas.

## Leben
Sie war die Tochter von Roman Beck, einem Anwalt und Lena Beck, geborene Rosenstock. Kehoe studierte am Barnard College Anthropologie und arbeitete in den Semesterferien im American Museum of Natural History. Nach dem Studium arbeitete am Museum of the Plains Indian in Browning. Dort lernte sich auch den Museumsdirektor Thomas F. Kehoe kennen, den sie später, am 18. September 1956, heiratete. Beide promovierten anschließend an der Harvard University. Als ihr Mann die Stelle als Archäologe der Provinz Saskatchewan bekam, gingen die Kehoes nach Kanada. Als Kehoe den Arbeitsplatz 1964 verlor, beschloss das Paar nach Nebraska zu gehen und an der University of Nebraska-Lincoln zu unterrichten. Als Thomas Kehoe 1968 eine Stelle am Milwaukee Public Museum fand, ging das Paar nach Milwaukee. Alice Beck Kehoe begann, an der Marquette University zu unterrichten, wo sie bis zu ihrer Emeritierung im Jahr 2000 wirkte.
Kehoe beschäftigt sich intensiv mit den indigenen Völkern Amerikas und suchte lange nach einem Bindeglied zwischen den Zeremonien der Indianer im Südosten der Vereinigten Staaten und denen Mesoamerikas. Ihr generelles Interesse gilt der Archäologie und den Kulturen im Nordwesten der USA. Auf der Suche nach einem ethnographischen Thema für ihre Dissertation stieß sie zufällig über den Geistertanz der Saskatchewan Dakota New Tidings und widmete ihrer Arbeit diesem Ritual.
Kehoe arbeitete viele Jahre mit den Blackfoot, einem Stamm der Algonquian-Indianer aus Browning in Montana. Lange Zeit besuchte sie jedes Jahr den Stamm und studierte Geschichte und Kultur des Volkes. Sie beobachtete die Medizinmänner und arbeitete gemeinsam mit Piakwutch, „einem älteren geachteten Cree, der sich für die Saskatchewan Cree Community einsetzte [...].“:60 Außerdem arbeitete sie mit den indigenen Völkern Boliviens am Titicacasee.:70 Ihr Interesse an präkolumbischen transatlantischen Kontakten führte zu einem Treffen mit Richard Nielsen, der sie einlud, ihm bei den archäologischen Aspekten bei der Untersuchung des Runensteins von Kensington zu helfen, von dem Kehoe glaubte, dass es sich nicht um eine Fälschung des 19. Jahrhunderts, sondern um eine Runeninschrift skandinavischer Seefahrer aus dem 14. Jahrhundert handele.
Kehoe bekleidete ein Amt bei der American Anthropological Association (AAA) und war Präsidentin der Central States Anthropological Society (CSAS).
2016 wurde Kehoe von der Plains Anthropological Association für ihre „beständige Arbeit in Anthropologie und Archäologie der Great Plains“ mit dem Distinguished Service Award geehrt.

## Schriften
- The Ghost Dance: Ethnohistory and Revitalization. Holt, Rinehart, and Winston, New York 1998, ISBN 978-1-57766-453-6
- North American Indians: A Comprehensive Account. Prentice Hall, Englewood Cliffs, 1992, ISBN 978-0-13-192876-3
- Humans: An Introduction to Four-Field Anthropology. Routledge, New York 1998, ISBN 978-0-415-91984-5
- The Land of Prehistory: A Critical History of American Archaeology. Routledge, New York 1998, ISBN 978-0-415-92054-4
- mit Mary Beth Emmerichs: Assembling the Past: Studies in the Professionalization of Archaeology. University of New Mexico Press, Albuquerque 1999, ISBN 978-0-8263-1939-5
- Shamans and Religion: An Anthropological Exploration in Critical Thinking. Waveland Press, Prospect Heights 2000, ISBN 978-1-57766-162-7
- mit Helen M. Sterk, Carla H. Hay, Krista Ratcliffe, Leona G. Vende-Vusse: Who's Having this Baby? Perspectives on Birthing. Michigan State University Press, East Lansing 2002, ISBN 978-0-87013-615-3
- America Before the European Invasions. Longman, New York 2002, ISBN 978-0-582-41486-0
- The Kensington Runestone: Approaching a Research Question Holistically. Waveland Press, Long Grove 2005, ISBN 978-1-57766-371-3
- mit Thomas C. Pleger: Archaeology: A Concise Introduction. Waveland Press, Long Grove 2007, ISBN 978-1-57766-450-5
- Controversies in Archaeology. Left Coast Press, Walnut Creek 2008, ISBN 978-1-59874-061-5
- Militant Christianity: An Anthropological History. Palgrave Macmillan, New York 2012, ISBN 978-1-137-28214-9
- mit Clark Wissler, Steward E. Miller: Amskapi Pikuni: The Blackfeet People. State University of New York Press, Albany 2012, ISBN 978-1-4384-4335-5
- A Passion for the True and Just: Felix and Lucy Kramer Cohen and the Indian New Deal. University of Arizona Press, Tucson 2014, ISBN 978-0-8165-3093-9
- Traveling Prehistoric Seas: Critical Thinking on Ancient Transoceanic Voyages. Left Coast Press, Walnut Creek 2016, ISBN 978-1-62958-067-8